# Nils Rosenquist (död 1668)
Nils Rosenquist af Åkershult, död 1668, var en svensk militär.

## Biografi
Nils Rosenquist af Åkershult var son till fogden Nils Rosenquist i Orreholmens län och Bengta Bengtsdotter. Han var 1634 fänrik vid Smålands ryttare, 1638 kornett, 1639 löjtnant, 1644 ryttmästare och 1657 major. Rosenquist slutade vid regementet 1659. Han var död i januari 1668.

### Egendom
Rosenquist ägde Åryds bruk och Hemset i Hemmesjö socken, vilka han ärvde efter sin far, samt Rosenholm i Lannaskede socken och Bjädesjö i Myresjö socken, vilka båda han köpte till frälse 1643.

### Familj
Rosenquist gifte sig mellan 1646 och 1652 med Maria Oxe (död 1685), dotter av landshövdingen Erik Oxe och Margareta Lillie af Greger Mattssons ätt. De fick tillsammans barnen Erik Rosenquist, kaptenen Johan Rosenquist (död 1711), ryttmästaren Axel Rosenquist (1655–1713) vid Smålands kavalleriregemente, Anna Rosenquist som var gift med kaptenen Jöns Rääf i Småland, Beata Rosenquist (död 1709) som var gift med regementskvartermästaren Nils Rosenfelt och Margareta Rosenquist (död 1730).